# Purple Mountains
Purple Mountains — американский инди-рок-проект, созданный музыкантом и поэтом Дэвидом Берманом.
Проект дебютировал в мае 2019 года, спустя более десяти лет после роспуска предыдущей группы Бермана Silver Jews. Название проекта является идёт от слов «Purple mountain majesties» из патриотической песни America the Beautiful.

## История
Берман вернулся к музыке в 2018 году после долгого перерыва, став сопродюсером высоко оцененного критиками альбома Universalists. 12 декабря 2018 года бывший участник Pavement и Silver Jews Боб Настанович сообщил в своем подкасте Three Songs, что Дэвид выпустит новую музыку в 2019 году от лица созданной им в том же году группы Purple Mountains, точно так же назывался блог Бермана.
10 мая 2019 года Берман выпустил на лейбле Drag City на виниле сингл All My Happiness Is Gone под. Помимо песни All My Happiness Is Gone, в сингл вошли два ремикса на песню All My Happiness Is Wrong и All My Happiness Is Long. Сингл был выпущен в цифровом формате 17 мая 2019 года вместе с анонсом полноформатного альбома. Одноимённый дебютный альбом, сопровождаемый туром по США, был выпущен 12 июля 2019 года. Альбом был записан в основном в Чикаго и спродюсирован Джарвисом Тавениером и Джереми Эрлом из группы Woods.
Ремикс на All My Happiness Is Gone от The Avalanches, с которой Берман сотрудничал в прошлом, был заказан им самим, однако, проблемы с лицензией помешали выпустить их версию.
Проект предположительно был распущен после того, как вокалист и автор песен (всех кроме Maybe i’m the only one for me) Дэвид Берман покончил жизнь самоубийством 7 августа 2019 г.
На момент смерти Бермана был запланирован тур, однако, из-за трагического события он так и не состоялся.

## Дискография

#### Альбом
- Purple Mountains (2019) LP/CD/Cass/MP3/FLAC

#### EP
- All My Happiness is Gone (2019) 12"EP/MP3/FLAC